# NGC 1898
NGC 1898 هي مجرة تتبع كوكبة أبو سيف. اكتشفها جون هيرشل في 27 سبتمبر 1826.

## روابط خارجية
- NGC 1898 على موقع ويكي سكاي: DSS2, SDSS, GALEX, IRAS, Hydrogen α, X-Ray, Astrophoto, Sky Map, Articles and images